# Estação Vicente Valdés
A Estação Vicente Valdés é uma das estações do Metrô de Santiago, situada em Santiago, entre a Estação Vicuña Mackenna, a Estação Rojas Magallanes e a Estação Bellavista de La Florida. É uma das estações terminais da Linha 5 e faz parte da Linha 4.
Foi inaugurada em 30 de novembro de 2005. Localiza-se no cruzamento da Avenida Vicuña Mackenna com a Rua Vicente Valdés. Atende a comuna de La Florida.